# Mesoamérica

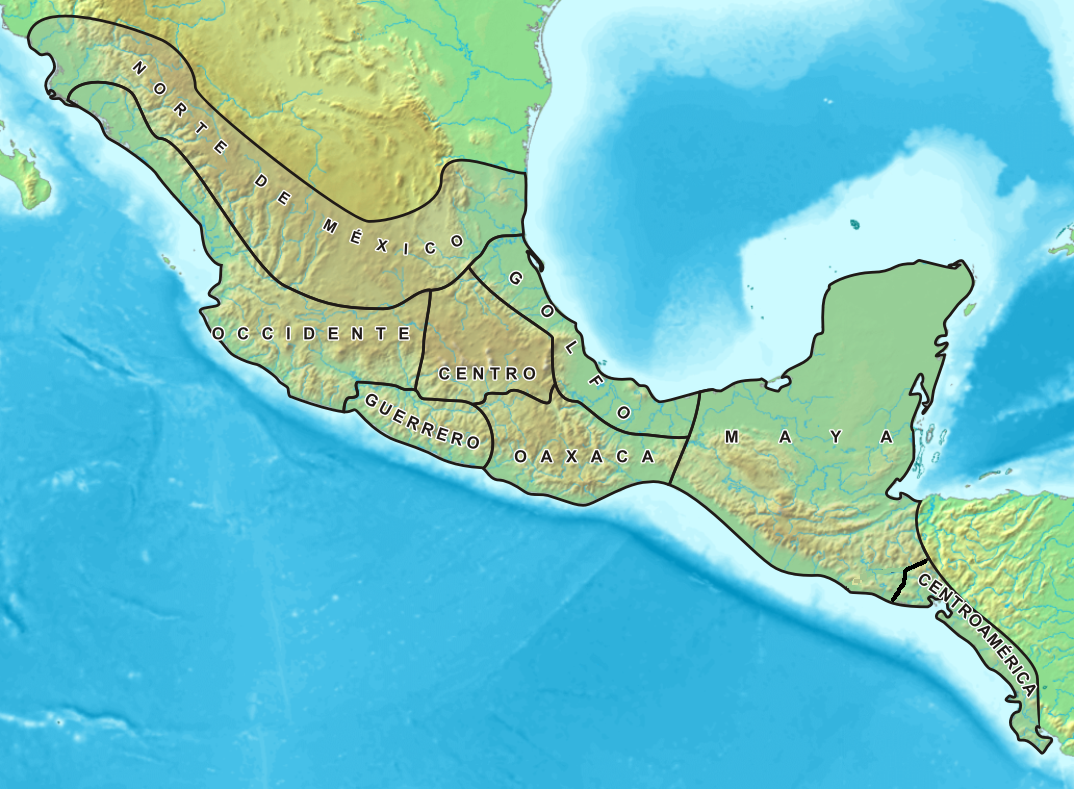
Mapa das áreas culturais da Mesoamérica

Mesoamérica (cuja etimologia grega tem o significado aproximado de América intermédia) é o termo com que se denomina a região do continente americano que inclui aproximadamente o sul do México (a partir de uma linha que parte do rio Fuerte e que se prolonga para sul até aos vales do bajío mexicano, rumando depois para norte até ao rio Pánuco), e os territórios da Guatemala, El Salvador e Belize bem como as porções ocidentais da Nicarágua, Honduras e Costa Rica. Várias civilizações pré-colombianas entre as mais avançadas e complexas de toda a América desenvolveram-se aqui ao longo dos séculos anteriores à conquista espanhola do México, incluindo olmecas, teotihuacanos, astecas e maias. Trata-se de uma macrorregião cultural de grande diversidade étnica e linguística, cuja unidade cultural está baseada no que Paul Kirchhoff definiu como o complexo mesoamericano.

## Complexo mesoamericano
Entre outras coisas, o chamado complexo mesoamericano inclui a agricultura do milho, o uso de dois calendários (um deles ritual com 260 dias e outro civil, com 365 dias), os sacrifícios humanos e a organização estatal das sociedades. O complexo mesoamericano serviu como ferramenta teórica para distinguir os povos desta região relativamente a outras macrorregiões culturais que os circundavam, como a Aridoamérica e a Oasisamérica. O primeiro destes dois termos foi também cunhado por Kirchhoff. Nas fontes de língua inglesa, estas duas macrorregiões são agrupadas no sudoeste estadunidense (sendo por vezes incluídas, de forma errada, como periféricas as culturas do bajío ou o norte da Mesoamérica).
A homogeneidade do processo civilizacional mesoamericano tem sido criticada, especialmente por autores de origem anglo-saxónica, como Michael D. Coe. Nas suas críticas, estes autores salientam as diferenças entre os diferentes povos que habitaram esta região (por exemplo, ao estabelecer uma distinção entre o que chamam México - apesar do México ser uma entidade moderna nascida no século XIX - e a área maia (Coe, 1996). No entanto, desde os pontos de vista teóricos utilizados pelos arqueólogos e antropólogos como Palerm (1972), López Austin y López Luján (1996), ou Duverger (1994), têm prioridade as características culturais que podem encontrar-se nas diversas áreas culturais englobadas na macrorregião mesoamericana. A difusão destes traços culturais deve-se à interação das diversas etnias que viveram neste território ao longo de milénios.
Esclarece-se desde já que neste artigo foram privilegiados os pontos de vista destes últimos trabalhos na medida em que permitem ter um panorama amplo da civilização mesoamericana. Por outro lado, há que esclarecer também que alguns nomes de deidades, culturas e locais são escritos na sua versão espanhola adaptada do nauatle, pois é desta forma que são mais conhecidos no mundo académico. Isto não quer dizer que todos os povos mesoamericanos falassem nauatle. De fato, o uso do nauatle como língua franca na Mesoamérica aconteceu apenas a partir do século X, com a chegada dos povos teochichimecas e mais tarde dos toltecas e mexicas (criadores do estado mais extenso que conheceu a Mesoamérica pré-colombiana).

## Contexto ecológico

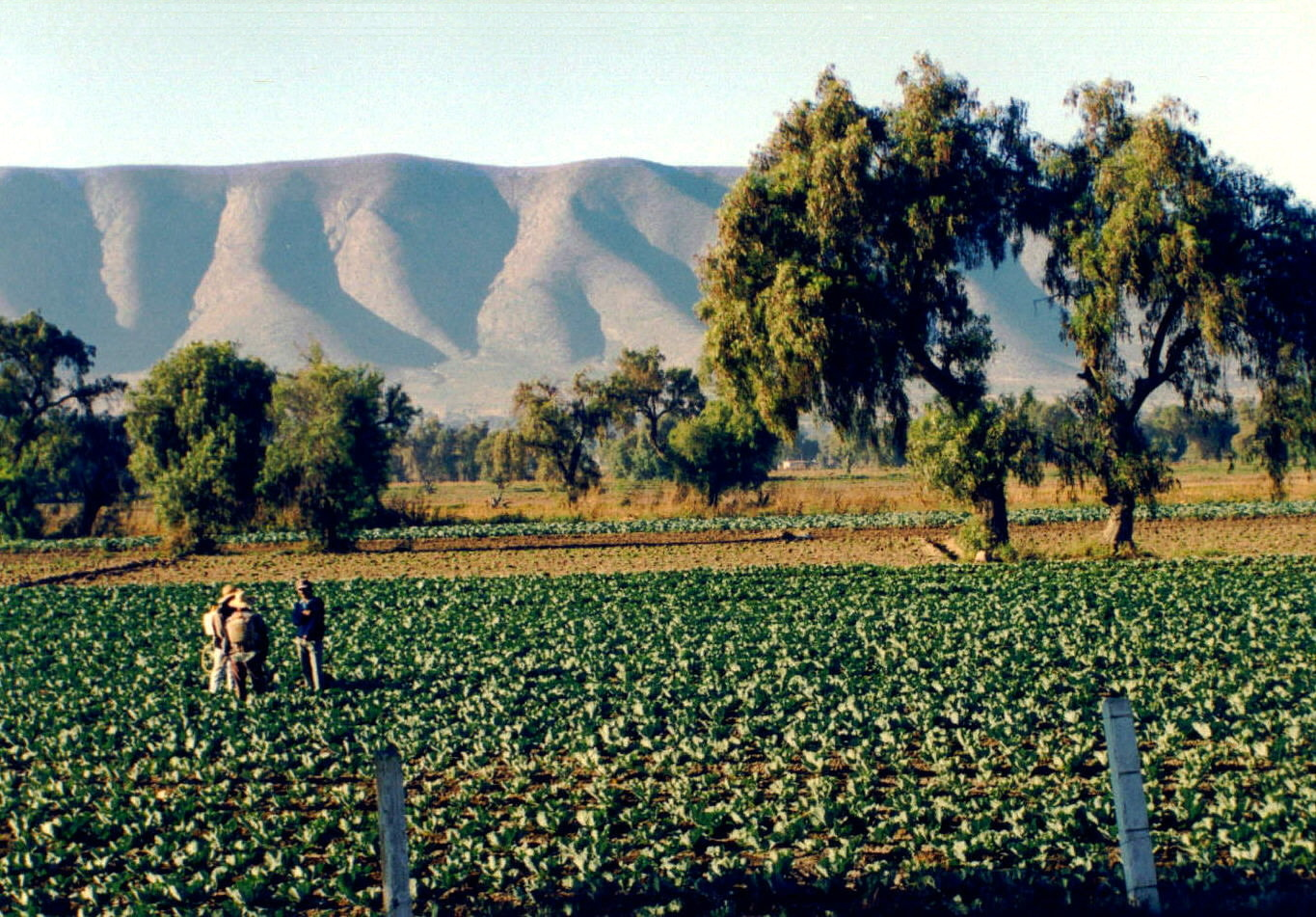
Paisagem das terras altas mesoamericanas.

As terras mesoamericanas situam-se entre os 10º e 22º de latitude norte. Incluem a região que se estende desde a zona central do México, ao istmo de Tehuantepec, a península do Iucatão, Guatemala, Belize, El Salvador e as zonas costeiras do Pacífico de Honduras, Nicarágua e Costa Rica até ao golfo de Nicoya. Trata-se de uma combinação complexa de vários sistemas ecológicos. Michael Coe agrupa os diferentes nichos em terras altas (aquelas situadas a altitudes entre os 1 000 e os 2 000 m), conhecidas como planaltos; e terras baixas, com altitudes próximas do nível do mar, abaixo dos 1 000 m de altitude. No primeiro grupo destaca-se a sua grande diversidade climática, que inclui desde os climas frios de montanha ao clima tropical seco. Predominam, no entanto, os climas temperados com chuvas moderadas. Nas terras baixas predominam os climas subtropicais ou tropicais, como nas costas do Golfo do México e do Mar das Caraíbas.
Há um número de diferentes sub-regiões dentro da Mesoamérica que são definidas por uma convergência dos atributos geográficos e culturais. Estas sub-regiões são mais conceituais do que culturalmente significativas, e a demarcação de seus limites não é rígida. A área maia, por exemplo, pode ser dividida em dois grupos gerais: as terras baixas e altas. Além disso, as terras baixas são subdivididas entre norte e sul. As terras baixas do sul maia são geralmente consideradas como abrangendo o norte da Guatemala, o sul de Campeche e Quintana Roo no México, e Belize. As terras baixas do norte cobrem o restante da parte norte da península de Yucatán. Outras áreas geográficas e culturais incluem o Centro do México, Oeste do México, as Terras Baixas da Costa do Golfo, Oaxaca, as Terras Baixas Sul do Pacífico e Sudeste da Mesoamérica (incluindo o norte de Honduras).

### Terras altas

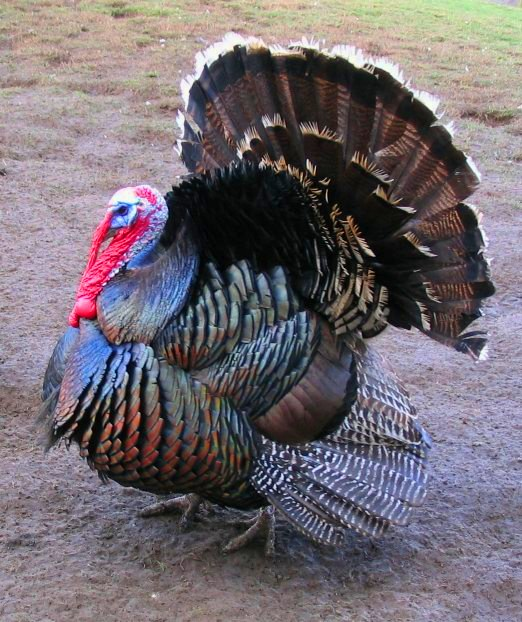
Um dos poucos animais domesticadas pelos povos mesoamericanos foi o peru.

Alguns dos vales das terras altas da Mesoamérica possuem solos férteis com aptidão agrícola. É este o caso dos vales de Oaxaca, de Puebla-Tlaxcala e do México. Ainda assim, a sua localização entre as montanhas impede a passagem das nuvens. Esta situação é especialmente crítica nos vales de terra quente da Mixteca, talvez os mais secos das terras altas. Além da escassez de chuva, existem poucos cursos de água, e apenas de caudal reduzido. As primeiras investigações arqueológicas na Mesoamérica pareciam mostrar que o clima deveria ter sido mais benigno no passado. No entanto, com o passar dos anos e com o aprofundamento do conhecimento sobre a região, sabe-se agora que o clima não devia ser muito diferente do actual, ainda que os ecossistemas mostrem um grau de desgaste importante, fruto da actividade humana. Uma boa parte das terras altas apresenta evidências de uma desflorestação antiga, e várias espécies desapareceram dos seus antigos habitats.
Portanto, as terras altas da Mesoamérica, ainda que não sendo extraordinariamente ricas, tampouco foram demasiado pobres como para impedir o desenvolvimento das altas culturas agrícolas da antiguidade pré-hispânica. De facto, a sua situação é similar à de outras regiões do mundo onde cedo ocorreram processos civilizacionais, como o norte do Peru, na América do Sul, ou o vale do Indo, na Ásia. Nestes lugares, como na Mesoamérica, os seres humanos tiveram que aprender a aproveitar ao máximo os recursos de que dispunham nos seus nichos ecológicos. Os mesoamericanos das terras altas, como povos agrícolas, aprenderam a armazenar a água e a conduzi-la desde as suas fontes nas montanhas até às terras de cultivo. Provavelmente a mais característica das técnicas agrícolas da Mesoamérica foi o cultivo em chinampas, desenvolvido nos lagos da meseta Tarasca e em especial no vale do México, onde se conservam ainda algumas zonas com este tipo de cultivo em Xochimilco. Além disso, tiveram que aprender a contar o tempo, uma vez que o período no qual podiam semear estava intercalado entre duas temporadas que ameaçavam o bom término das colheitas do principal cultivo - o milho-: a temporada seca e quente do início da primavera e as geadas do inverno.

### Terras baixas

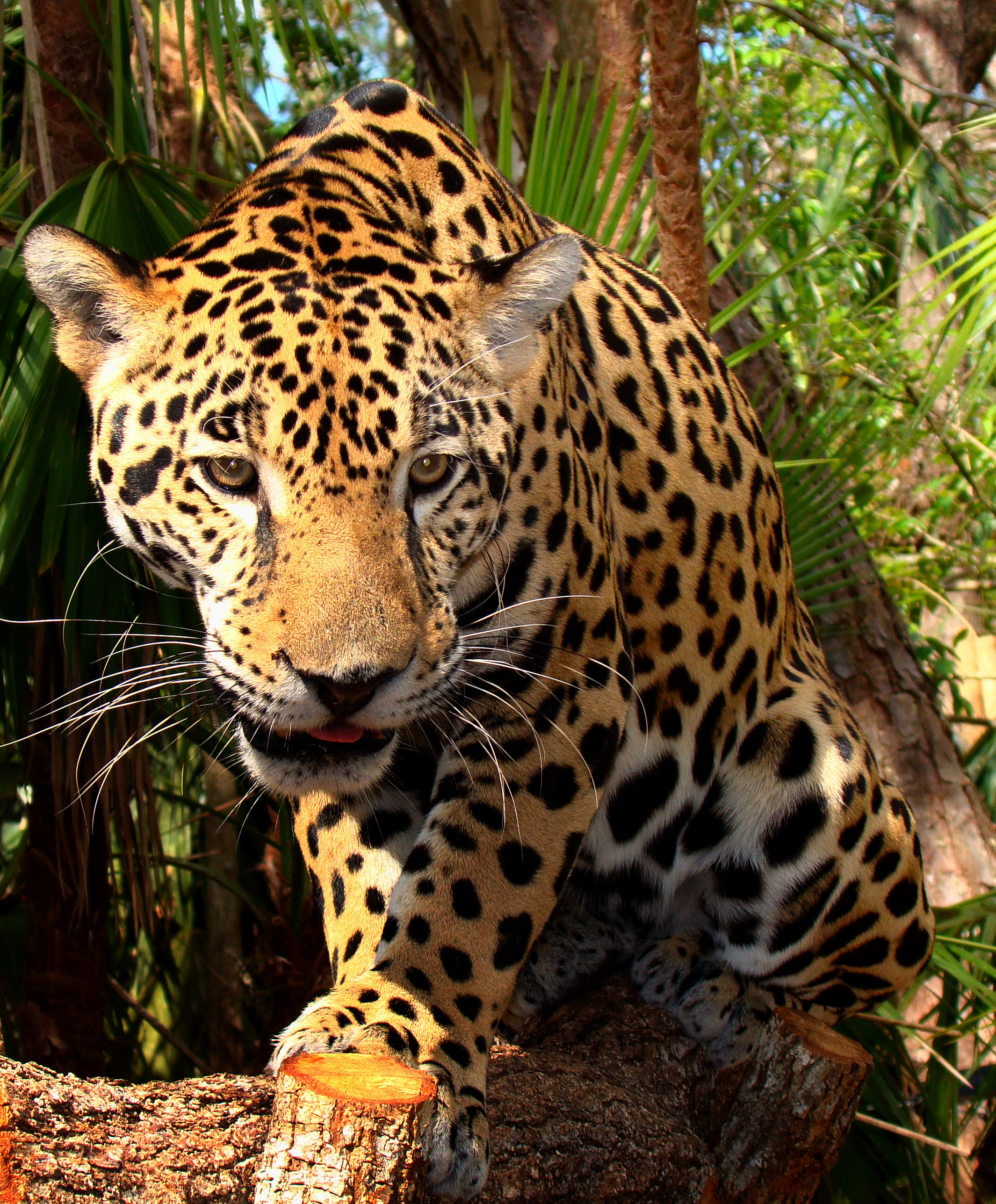
O jaguar foi um animal muito apreciado na Mesoamérica. A distribuição histórica do jaguar ia desde o que hoje é o sudeste dos Estados Unidos, para sul através da Mesoamérica, até à América do Sul.

Bem diferente era a situação nas terras baixas. Especialmente no sudeste da costa do Golfo do México, as chuvas são demasiado abundantes. As selvas tropicais de vegetação espessa cobriam uma grande parte das planícies costeiras, e isto representava um obstáculo ao desenvolvimento da agricultura. Nestes lugares, tanto a vegetação como o excesso de água representavam um problema, o que levou os antigos mesoamericanos a idealizar sistemas de drenagem, cujos vestígios se podem observar na região de Chontalpa em Tabasco, onde subsistem os chamados camellones chontales.
Por outro lado, a fauna de que dispunham os povos mesoamericanos não era facilmente domesticável. Muitos milénios antes do início da civilização na Mesoamérica, as principais espécies de mamíferos passíveis de serem domesticados haviam desaparecido devido à caça excessiva. Foi este o caso do cavalo e de algumas espécies bovinas. Este facto explica por que os povos desta região não tinham animais de carga e por que a civilização mesoamericana era exclusivamente agrícola. As únicas espécies domesticadas foram o xoloitzcuintle e o peru, mas nunca fizeram parte da dieta e da economia da maioria dos povos mesoamericanos. Não obstante o anterior, as sociedades da região praticavam a caça de outras espécies, quer como complemento à sua dieta (veados, coelhos, aves, numerosas ordens de insectos), ou como artigos de luxo (peles de felinos, como o jaguar e aves de plumagens vistosas, como o quetzal).
Uma vez que a Mesoamérica se encontra fragmentada em nichos ecológicos muito reduzidos e diversos, nenhuma das sociedades que a habitaram em tempos pré-hispânicos era autossuficiente. Por isso, desde os últimos séculos do período arcaico, anterior ao período pré-clássico, os povos da região especializaram-se na exploração de certos recursos naturais abundantes na sua vizinhança imediata, logo estabelecendo redes de trocas comerciais que sanaram as carências do meio ambiente. Os povos do ocidente, por exemplo, especializaram-se na produção agrícola e de cerâmica; os oaxaquenhos produziam algodão e cochonilha; das costas provinham o sal, peixe seco, conchas marinhas e pigmentos como o púrpura; das terras baixas da Área Maia e do golfo do México obtinham-se o cacau, a baunilha, peles de jaguar, aves preciosas como o quetzal ou a arara; do centro saía grande parte da obsidiana utilizada na fabricação de armas e ferramentas.

## Áreas culturais
Denominam-se áreas culturais as regiões habitadas por povos que partilham vários elementos em comum, seja pela sua ausência ou presença nos sistemas culturais. Isto não significa que todos os povos agrupados numa mesma área cultural constituam uma unidade étnica: em muitos casos, nem sequer partilham o mesmo idioma. Este facto não obsta a que possa existir interação entre eles, quer em virtude das suas relações políticas, comerciais ou por simples contiguidade geográfica. Segue-se uma caracterização sumária das diferentes áreas culturais do México, baseada no Atlas del México Prehispánico (2000), e no Atlas Histórico de Mesoamérica (Manzanilla y López Luján, 1989).

### México Central

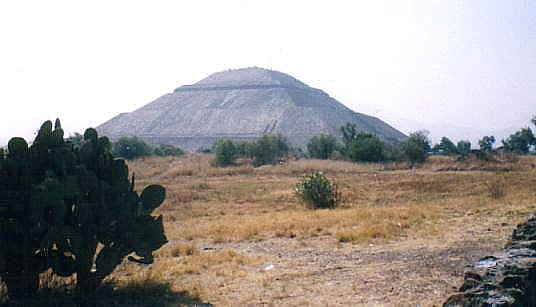
Panorâmica do vale de Teotihuacan, México Central.

Uma das áreas mais importantes durante a história pré-hispânica do México, foi a que se conhece como México Central. Esta área é constituída pelos vales temperados a frios situados na parte meridional do planalto mexicano e a norte da bacia do rio Balsas. Trata-se de um nicho ecológico caracterizado pelo seu clima temperado e pela ausência de cursos de água importantes. As chuvas, por outro lado, ocorrem entre os meses de abril e setembro, não sendo demasiado abundantes. Este facto motivou o desenvolvimento, desde muito cedo, de obras hidráulicas, entre as quais se encontram a canalização de rios e os sistemas de levadas nas encostas dos montes.
O vale de Tehuacan, localizado a sudeste desta região é importante porque dele procedem os vestígios mais antigos do cultivo do milho bem como algumas das amostras da cerâmica mais antiga da Mesoamérica. O México Central inclui ainda, a bacia lacustre do vale do México, composta por vários lagos e lagoas. Em redor do lago Texcoco cresceram povoamentos tão importantes como Cuicuilco no período pré-clássico; Teotihuacan no clássico e Tula e Tenochtitlan no período pós-clássico.

### Área Maia

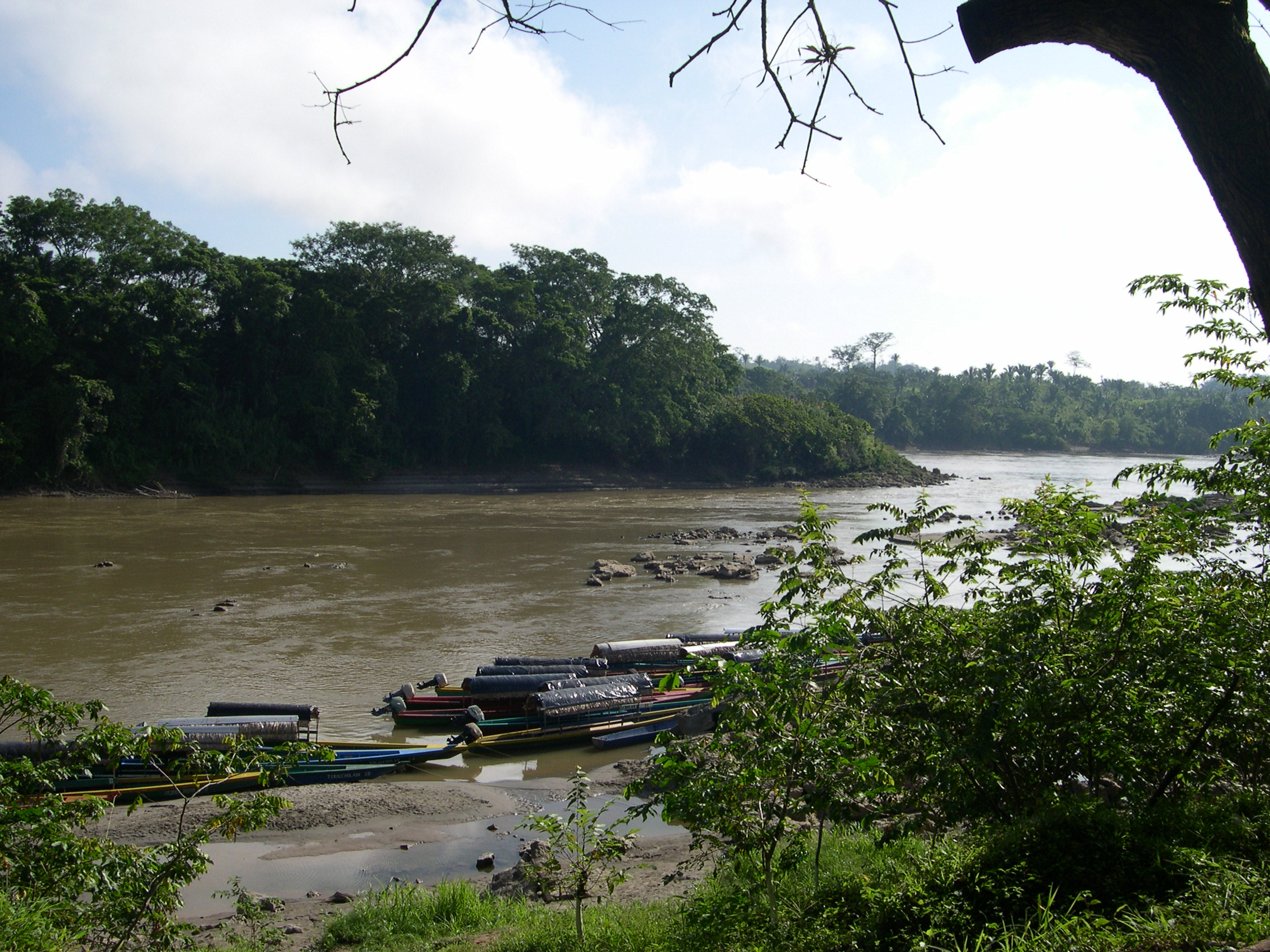
Rio Usumacinta.

A Área Maia é uma das maiores da Mesoamérica. Alguns autores dividem-na em dois sectores: a península do Iucatão, a norte, e as Terras Altas, no sul. A primeira engloba, além da península iucateca, a região de Petén e o Belize. Trata-se de uma zona de terras baixas e clima quente, fustigada pelos furacões e tempestades tropicais provenientes do Mar das Caraíbas. Em termos geomorfológicos esta região é uma plataforma calcária, elevada apenas em direcção a sul, onde os Montes Maias rompem a planura da paisagem. Carece de cursos de água superficial, pois o solo é demasiado permeável, sendo abundantes os cenotes. Por outro lado, as Terras Altas englobam os Altos de Guatemala e os Altos de Chiapas. É uma região de clima temperado frio, com chuvas abundantes. As encostas das montanhas encontram-se cobertas por uma vegetação espessa a qual ameaça o desenvolvimento da agricultura. As Terras Altas não estão menos expostas aos ciclones tropicais, que com alguma frequência provocam danos na zona.
Os primeiros desenvolvimentos culturais importantes desta região ocorreram na sua parte sul. A primeira cerâmica, oriunda da localidade de Cuello no Belize, parece indicar que o desenvolvimento da olaria na Área Maia derivou das tradições sul-americanas. Séculos mais tarde, desenvolveram-se os primeiros centros populacionais que haveriam de converter-se em cidades no período clássico. Entre elas destacam-se Kaminaljuyú e Tikal. Esta última havia de tornar-se a maior das cidades maias entre os séculos III e VIII d.C. A decadência e abandono das grandes cidades maias ficou a dever-se a uma combinação de factores: guerras internas, desastre ecológico, mudança climática, migrações provenientes do norte da Mesoamérica. Desta forma, o coração da cultura maia transferiu-se para as terras do Iucatão. Nesta região floresceriam as cidades tardias de Chichén Itzá, Uxmal e Tulum, entre muitas outras, e que na realidade eram pequenos estados hostis entre si.

### Oaxaca

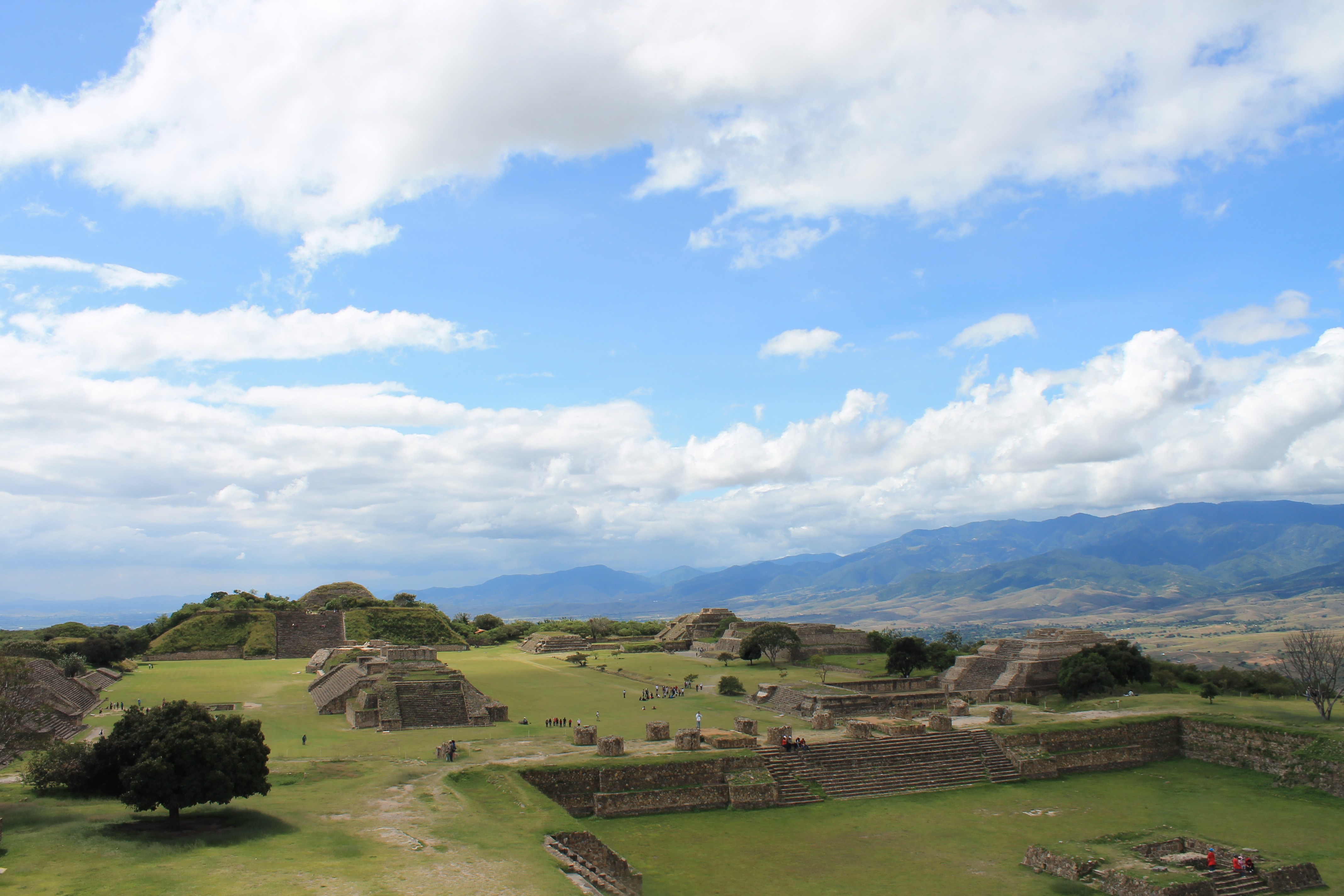
Monte Albán

A região de Oaxaca foi desde a época mesoamericana uma das mais diversas. Trata-se de um território extremamente montanhoso, limitado pela Sierra Madre del Sur e pelo escudo Mixteco. Inclui uma porção da bacia do rio Balsas, caracterizada por sua secura e relevo complicado. Nesse sentido, parece-se bastante à região do México Central.

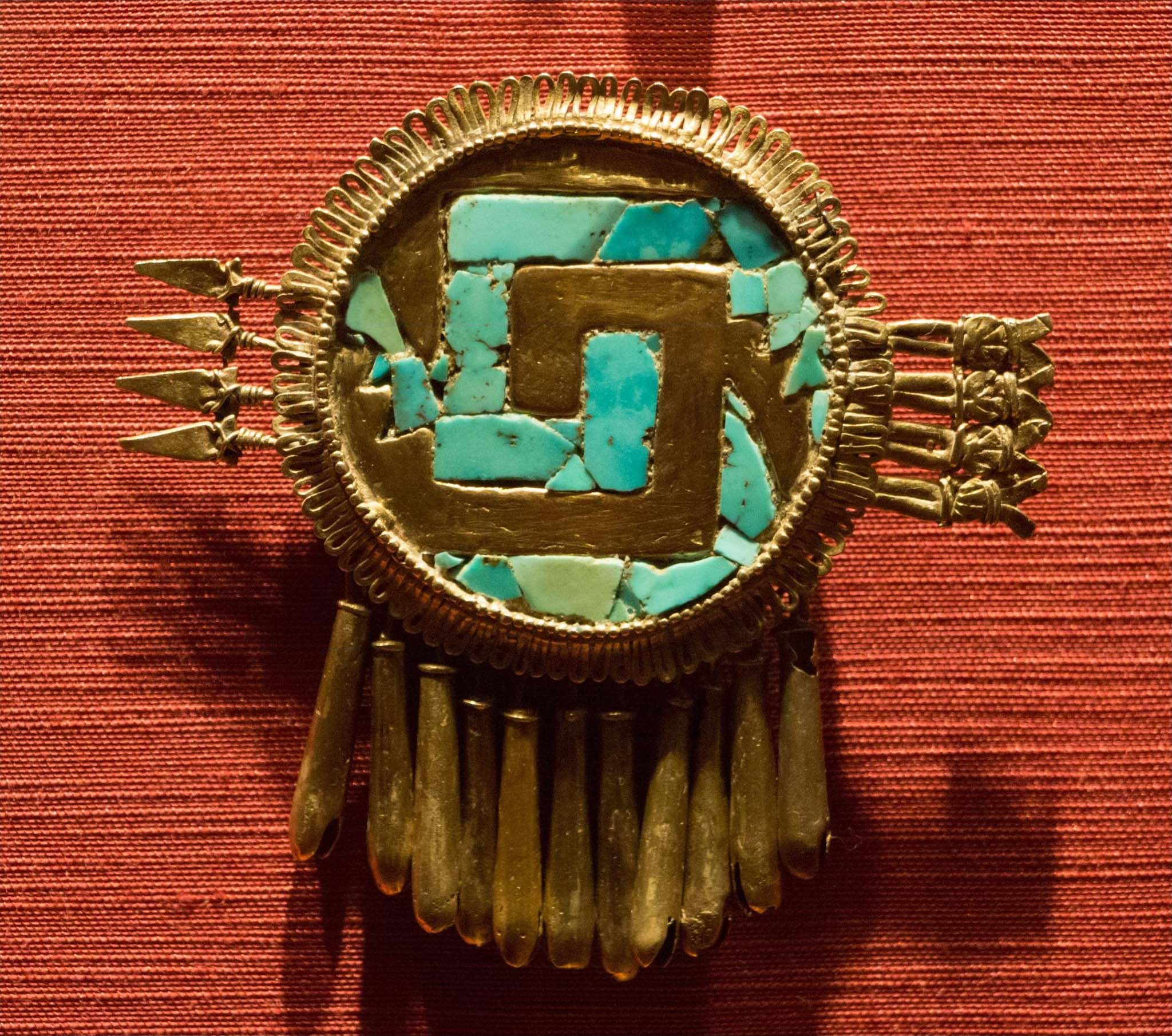
Peitoral mixteco de ouro e turquesa, Brasão de Yanhuitlán

Foram dois os cenários principais da história cultural dos povos de Oaxaca. Por um lado, os vales centrais de Oaxaca viram surgir o desenvolvimento da cultura zapoteca, uma das mais antigas e conhecidas no âmbito mesoamericano. Esta cultura desenvolveu-se a partir dos vários caciquismos regionais que controlavam a terra de cultivo (muito fértil, ainda que demasiado seca) dos pequenos vales de Etla, Tlacolula e Miahuatlán. Alguns dos primeiros exemplos de grande arquitectura na Mesoamérica pertencem a esta região, como o centro cerimonial de San José Mogote. A hegemonia deste centro cerimonial na região dos vales passou depois para Monte Albán, a capital clássica dos zapotecos. A queda de Teotihuacan no século VIII permitiu o apogeu da cultura zapoteca. Ainda assim, a cidade de Monte Albán foi abandonada no século X, dando lugar a uma série de centros regionais que disputavam entre si a hegemonia política.
A poente dos vales, localiza-se a região Mixteca. Trata-se de um terreno extremamente montanhoso com altitudes muito variáveis que chegam a ultrapassar os 3 000 metros sobre o nível do mar. Os climas variam do temperado de montanha ao tropical seco, e a chuva é geralmente escassa. Existem poucos cursos de água, e actualmente boa parte da região apresenta um grau de desflorestação alarmante devido à agricultura de roça praticada pelos antigos habitantes da região. A Mixteca é também uma zona ocupada desde tempos imemoriais. Já desde o período pré-clássico haviam-se formado nesta região vários núcleos populacionais importantes, como Yucuita e Cerro de las Minas. No entanto, as capitais mixtecas nunca alcançaram a magnitude das suas vizinhas zapotecas. O apogeu da cultura mixteca foi alcançado no período pós-clássico, quando o senhor Oito Veado de Tututepec e Tilantongo empreendeu uma campanha de unificação política das cidades-estado mixtecas, chegando a ocupar os vales centrais de Oaxaca.

### Guerrero
Tradicionalmente considera-se Guerrero como uma região pertencente à área Ocidente. No entanto, as descobertas mais recentes reorientaram a divisão das áreas culturais mesoamericanas, e nos trabalhos académicos dos últimos tempos Guerrero aparece como uma área cultural independente. Guerrero ocupa aproximadamente a área correspondente ao estado mexicano do mesmo nome, localizado no sul do México. Pode dividir-se em três regiões com características diferentes: a norte, a depressão do rio Balsas, onde este curso de água tem a maior influência sobre a configuração da geografia regional. A depressão do Balsas é uma região baixa, de clima quente e chuvas escassas, cuja secura é minorada pela presença do rio Balsas e seus numerosos afluentes. A parte central corresponde à Sierra Madre del Sur, região rica em depósitos minerais e com escassas potencialidades agrícolas. A parte sul da área guerrerense é constituída pela costa do Pacífico, uma estreita planície costeira, repleta de manguezais e palmeiras, fustigada pelos furacões do Pacífico.
Guerrero foi o cenário das primeiras tradições cerâmicas da Mesoamérica. Os vestígios mais antigos desta foram encontrados aqui, em Puerto Marqués, próximo de Acapulco, com idade aproximada estimada em 3500 anos. Durante o período pré-clássico, a bacia do Balsas converteu-se numa zona de importância vital para o desenvolvimento da cultura olmeca, que deixou marcas da sua presença em locais como Teopantecuanitlán e as grutas de Juxtlahuaca. Mais tardio foi o desenvolvimento de uma tradição escultórica conhecida como Mezcala, caracterizada pela sua tendência para a geometrização do corpo humano. Durante o período pós-clássico, a maior parte de Guerrero caiu sob o domínio dos mexicas, permanecendo independente apenas o senhorio tlapaneco de Yopitzinco.

### Ocidente

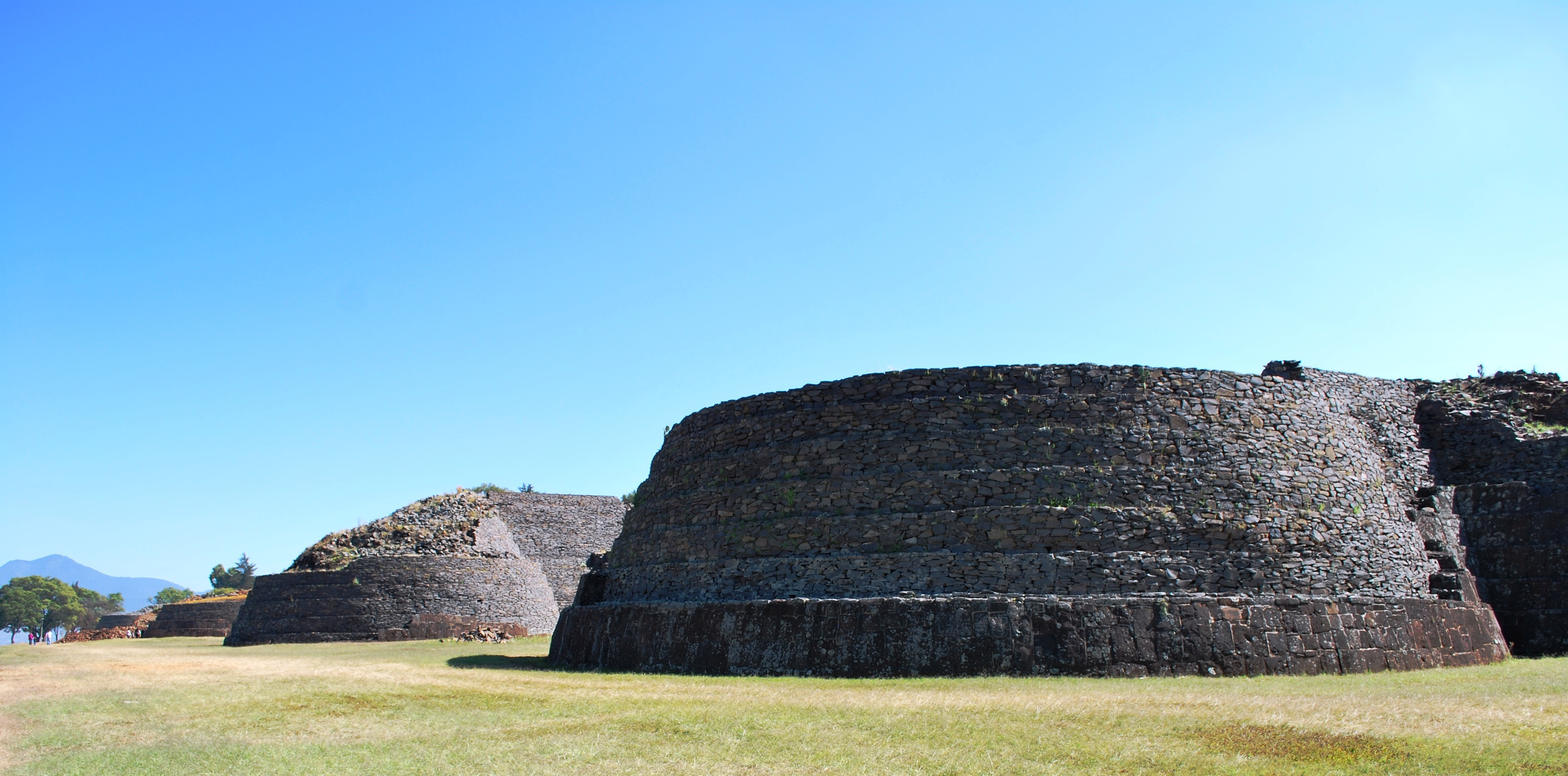
TzinTzunTzan, capital do império Purepecha

O Ocidente é uma das zonas menos conhecidas da Mesoamérica. Trata-se de uma extensa região, que inclui as encostas da Sierra Madre Occidental, uma parte da Sierra Madre del Sur e a bacia média e baixa do rio Lerma. Os contrafortes da montanha estavam cobertos de bosques de pinheiros e carvalhos, cuja extensão tem diminuído devido à actividade silvícola. A terra tem aptidão agrícola pela sua fertilidade e pela disponibilidade de recursos hídricos, especialmente na planície costeira de Sinaloa, no bajío e na meseta Tarasca. Os climas variam desde frio de montanha no oriente de Michoacán, até ao clima tropical das costas de Nayarit.
A região foi habitada por povos de fala uto-asteca, como os coras, huichol e tepehuanos. A incorporação destes povos na esfera da civilização mesoamericana foi muito gradual, e presume-se que os primeiros avanços na cerâmica da região estiveram ligados às tradições dos povos andinos do Equador e Peru. As mudanças que afectaram as restantes regiões de forma clara são menos observáveis no Ocidente, por isso, as tradições culturais do período pré-clássico, como as de Colima, Jalisco e Nayarit ou a dos túmulos de poço, sobreviveram até bem dentro do período clássico (150-750/900d.C.). A mais conhecida das sociedades do Ocidente é a purépecha ou tarasca, que rivalizou no século XV com o poderio dos mexicas.

### Norte

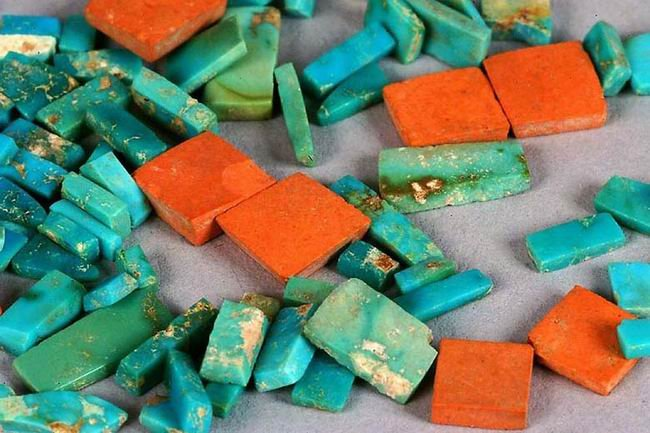
Turquesa, um dos principais produtos negociados pelos povos da Oasisamérica.

A zona Norte da Mesoamérica formou parte desta superárea cultural apenas durante o período clássico (150-750 d.C.), altura em que o apogeu de Teotihuacan e o crescimento da população favoreceram as migrações em direcção ao norte bem como o comércio com as longínquas terras da Oasisamérica. Trata-se de um território plano, situado entre as Sierra Madre Oriental e Occidental. O clima é seco, quase desértico, e a vegetação é escassa, pelo que a agricultura no norte só foi possível mediante a canalização dos cursos de água superficiais (entre os quais se destaca o rio Pánuco e os afluentes do rio Lerma) e ao armazenamento da água da chuva. A excessiva dependência do bom clima levou os povos do norte da Mesoamérica a abandonar a região em meados do século VIII, altura em que enfrentaram uma seca prolongada e as invasões de povos oriundos da Aridoamérica.
Os centros populacionais do Norte estavam dependentes da rede de comércio que se estabeleceu entre Teotihuacan e as sociedades da Oasisamérica. Sítios como La Quemada em Zacatecas, ou La Ferrería em Durango, serviram como fortes para vigiar as rotas comerciais. Quando a agricultura e o sistema social entraram em colapso, os habitantes desta região migraram em direcção ao ocidente, ao golfo do México ou ao México Central.

### Centroamérica

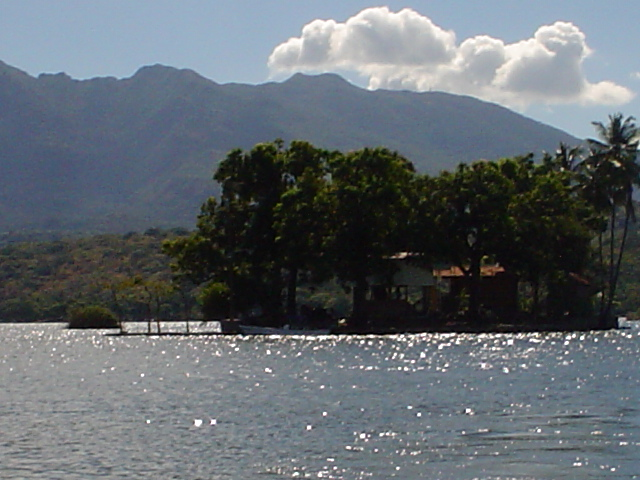
Lago Nicarágua

A área conhecida como Centroamérica (não confundir com América Central), ocupa as costas pacíficas de El Salvador, Honduras, Nicarágua e a península de Nicoya na Costa Rica. Trata-se de uma região de clima tropical, com actividade sísmica importante, incluindo também os dois grandes lagos da América Central: o lago Nicarágua e o lago Manágua. Como no caso da região Norte, a Centroamérica fez parte da Mesoamérica apenas temporariamente. Costuma considerar-se que os povos centro-americanos formam parte da chamada zona de transição entre o mundo andino e a Mesoamérica. Os primeiros contactos com a área nuclear da Mesoamérica ocorreram no período pré-clásssico, como indica a influência olmeca nesta região. No entanto, no período clássico, as relações foram interrompidas e a Centroamérica recebeu um maior influxo das culturas do planalto colombiano. Exemplo disto é o desenvolvimento da metalurgia na Centroamérica, muito anterior ao que se verificou nos restantes povos mesoamericanos. No entanto, nos sítios salvadorenhos de Tazumal, San Andrés e outros, é visível a influência de Teotihuacan, Copán e outros sítios maias. No período pós-clássico, toda esta área ficou novamente incluída na esfera mesoamericana, sendo invadida por povos como os pipiles e nicaraos, falantes do nahuat, um dialecto do idioma falado pelos mexicas e percebe-se na cultura e arquitectura a influência de toltecas e astecas.

## A cronologia das culturas da Mesoamérica
A Mesoamérica distingue-se por ter sido a primeira região da América em que se desenvolveram civilizações complexas. Os primeiros sinais da presença humana na Mesoamérica foram encontrados num local de abate de mamutes em Santa Isabel Ixtapan, no vale do México, perto de Texcoco. Juntamente com os restos de um mamute desmembrado encontrou-se uma grande variedade de ferramentas de sílex e obsidiana, estimando-se que este local date de 7700 a 7300 a.C.
A primeira civilização complexa conhecida na Mesoamérica é a dos olmecas, que habitaram a região costeira do golfo do México durante o período pré-clássico inicial, a partir de 1300 a.C., com apogeu entre 1150 e 700 a.C. nos sítios de La Venta e San Lorenzo Tenochtitlan. Foram encontrados vestígios de outras culturas iniciais, possivelmente ligadas aos olmecas em Abaj Takalik e Izapa.
No período pré-clássico tardio e no sul da Mesoamérica, a civilização maia clássica evoluía em locais como Kaminaljuyú, Edzná,Cobá e Lamanai. A civilização maia clássica atingiu o seu apogeu em locais como Palenque, Tikal, Copán, entre outros. Entretanto, nas terras altas de Oaxaca floresciam os reinos zapotecas de Monte Albán.
Mais tarde, cerca de 100 a.C., Teotihuacan foi fundada, tornando-se dominante durante o período clássico até cerca do ano 900, influenciando grande parte da Mesoamérica.
Após a queda de Teotihuacan cerca do ano 500 a Mesoamérica entrou no período pós-clássico e vários centros emergiram: Xochicalco e Cholula, e mais tarde Tula no México central. As culturas totonaca e huasteca na costa do golfo, a cultura mixteca em Mitla e vários centros maias como Chichén Itzá e Mayapan no Iucatão e em Toniná nas terras altas de Chiapas.
No período pós-clássico tardio ou terminal, deu-se o florescimento da cultura asteca no México central, dos maias quiché de Utatlán nas terras altas da Guatemala, dos tarascos no noroeste com a sua capital Tzintzuntzan. O período pós-clássico terminou com a derrota dos astecas pelos espanhois em 1519. No entanto, muitos grupos culturais só muito mais tarde cederam aos espanhois. Por exemplo, os grupos maias do Petén, incluindo os itza de Tayasal e os ko'woj de Zacpeten permaneceram independentes até 1697.
Algumas culturas da Mesoamérica nunca antigiram uma posição dominante, tampouco deixaram vestígios arqueológicos relevantes, mas não deixam por isso de ser dignas de nota. Por exemplo, os otomis, os cora e huichol (também chamados de chichimecas), os chontais, huaves, e os povos centro-americanos xincas e lencas.
A Mesoamérica continua a ser, ainda hoje, uma região extremamente rica do ponto de vista cultural e da diversidade linguística e os povos indígenas da Mesoamérica moderna mantêm muitas das tradições dos seus antepassados, apesar de 500 anos de grande pressão de parte da moderna civilização europeia.

### Resumo cronológico e culturas da Mesoamérica
| Período                  | Intervalo de tempo    | Culturas, cidades, estruturas e estilos importantes |
| ------------------------ | --------------------- | --- |
| Pré-Clássico (Formativo) | 2000-100 a.C.         | Cultura desconhecida em La Blanca e Ujuxte, cultura de Monte Alto. |
| Pré-clássico inicial     | 2000 a.C. - 1000 a.C. | Reduto olmeca: San Lorenzo Tenochtitlan, La Venta, Chalcatzingo; Vale de Oaxaca: San José Mogote; Área Maia: Nakbé, Cerros.                                                                                |
| Pré-clássico médio       | 1000 a.C. - 300 a.C.  | Reduto olmeca: Tres Zapotes; Área Maia: El Mirador, Izapa, Lamanai, Xunantunich, Naj Tunich, Takalik Abaj, Kaminaljuyú, Uaxactun; Vale de Oaxaca: Monte Albán.                                             |
| Pré-clássico tardio      | 300 a.C. - 200        | Área Maia: Uaxactun, Tikal, Edzná, Cival, San Bartolo, Altar de Sacrificios, Piedras Negras, Ceibal, Rio Azul; México Central: Teotihuacan; Vale de Oaxaca: Monte Albán I & II.                            |
| Clássico                 | 200-900               | Cidades clássicas maias, Teotihuacan, zapotecas |
| Clássico inicial         | 300-600               | Área Maia: Calakmul, Caracol, Chunchucmil, Copán, Naranjo, Palenque, Quiriguá, Tikal, Uaxactun, Yaxha; México Central: apogeu de Teotihuacan; Vale de Oaxaca: Monte Albán III; Costa do Golfo: El Tajín.   |
| Clássico tardio          | 600-900               | Área Maia: Uxmal, Toniná, Cobá, Waka', Pusilhá, Xultún, Dos Pilas, Cancuen, Aguateca; México Central: Xochicalco, Cacaxtla.                                                                                |
| Pós-Clássico             | 900-1519              | Astecas, tarascos, mixtecas, totonacas, pipiles, itzás, ko'woj, k'iche', kaqchikel, poqomam, mam |
| Pós-clássico inicial     | 900-1200              | Área Maia: sítios puuc - Uxmal, Labna, Sayil, Kabah; Área Maia: Tulum, Topoxte, Kaminaljuyú, Joya de Cerén México Central: Cholula, Tula; Vales de Oaxaca: Mitla, Monte Albán IV; Costa do Golfo: El Tajín |
| Pós-clássico tardio      | 1200- 1519            | Tenochtitlan, Cempoala, Tzintzuntzan, Mayapán, Ti'ho, Gumarcaj, Iximche, Mixco Viejo, Zaculeu, Monte Albán V                                                                                               |
| Pós-Conquista            | 1519- 1697            | Maias do Petén, Tayasal, Zacpeten |

## Características da civilização mesoamericana
Ao delimitar geograficamente a área mesoamericana, Paul Kirchoff propõe também uma série de características que definem as culturas desta região e que são comuns a todas elas. Entre estes traços culturais sublinha o uso de dois calendários (um ritual de 260 dias e outro de 365 dias), um sistema de numeração de base vinte e a escrita pictográfico-hieroglífica, o sacrifício humano, o culto a certas divindades (em que sobressaem os cultos às divindades da água, fogo e a Serpente Emplumada, entre outros.
Apesar de Paul Kirchoff haver dado uma definição geral da Mesoamérica, actualmente aquela vai mais além de simples critérios materiais (cultivo do milho, utilização do algodão, politeísmo, etc.), e inclui aspectos culturais que tem as suas raízes nas primeiras sociedades sedentárias da região. Christian Duverger argumenta que o expoente máximo da civilização mesoamericana foi a civilização mexica. No entanto, esta afirmação tem sido contestada por outros autores (como López Austin, López Luján e Florescano), os quais sustentam que a civilização mesoamericana é o resultado da participação de múltiplos povos com crenças diferentes. Apesar da diversidade étnica, a Mesoamérica alcançou um grau de relativa homogeneidade graças aos contactos existentes entre as diferentes regiões por meio de trocas comerciais ou campanhas militares.

### Calendário de 260 dias
O calendário de 260 dias Tonalpohualli, cuja aparição remonta a 1200 a.C., reflecte a evolução do costume de medir o tempo, não só para saber em que dias semear, que celebrações religiosas celebrar, ou como se movimentam os astros, mas também com fins divinatórios.
Os nomes utilizados para identificar os dias, os meses e os anos no mundo mesoamericano têm origem, em grande parte, na visão mágico-religiosa que os habitantes da Mesoamérica tinham do meio natural em que estavam inseridos no período pré-clássico: animais, flores, os astros e a morte. Este calendário está presente em todas as zonas culturais da Mesoamérica.

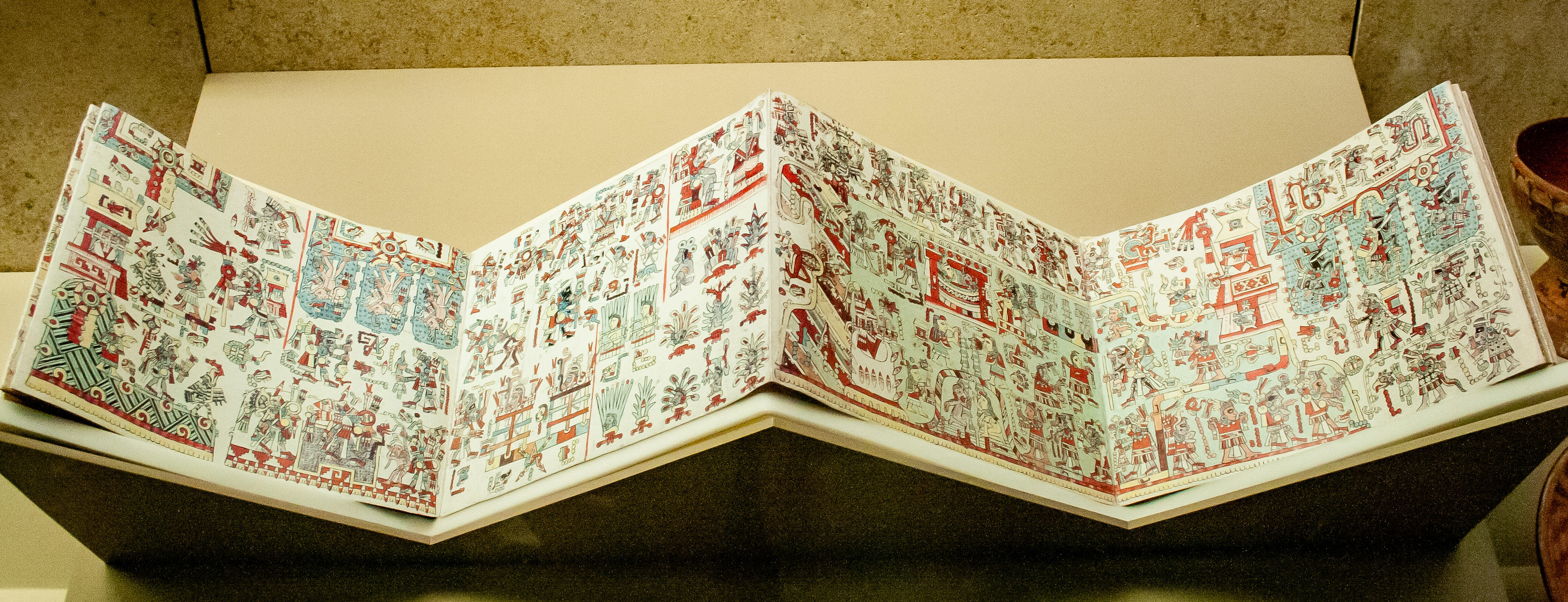
Códice Nuttal (mixteca). Todos os povos da antiga Mesoamérica desenvolveram sistemas de escrita. No entanto, uma vez que a sua natureza é completamente diferente da escrita fonética ocidental, muitos linguistas não a consideram como uma verdadeira escrita.

### Escrita glífica
A escrita glífica e o seu estudo têm passado por diversas etapas. Desde os primeiros estudos discute-se se o sistema glífico mesoamericano (excluindo o sistema maia) é evidência de um sistema de sinais que expressavam ideias, principalmente religiosas não utilizando a fonética. Relativamente ao uso de elementos pictográficos e sua relação com os ícones, a escrita mesoamericana sempre conteve uma grande variedade de significados, não apenas uma visão artística, mas também religiosa e cultural. Os glifos incluem personagens, animais, topónimos, entre outros, que estão presentes em todas as culturas mesoamericanas, incluindo Teotihuacan, onde as imagens são belas e artisticamente elaboradas. Predominam os glifos pictográficos e ideográficos.
A utilidade da escrita entre os mesoamericanos foi variada: serviu para permitir a interpretação de sinais enviados pelos astros relativamente ao nome e destino das pessoas, ou para explicar os mitos e histórias dos povos, que eram plasmados nos glifos, quer em pedras quer em manuscritos. Este trabalho era feito pelos sacerdotes, sendo eles os únicos capazes de entender as imagens.
No entanto, o uso da escrita como forma de legitimar o poder dos governantes foi talvez o mais importante. A escrita mesoamericana foi uma escrita exibida em monumentos públicos, pinturas murais, estelas e estruturas piramidais, que davam a todas as pessoas comuns uma explicação simples do poder dos seus senhores, como se de propaganda se tratasse.

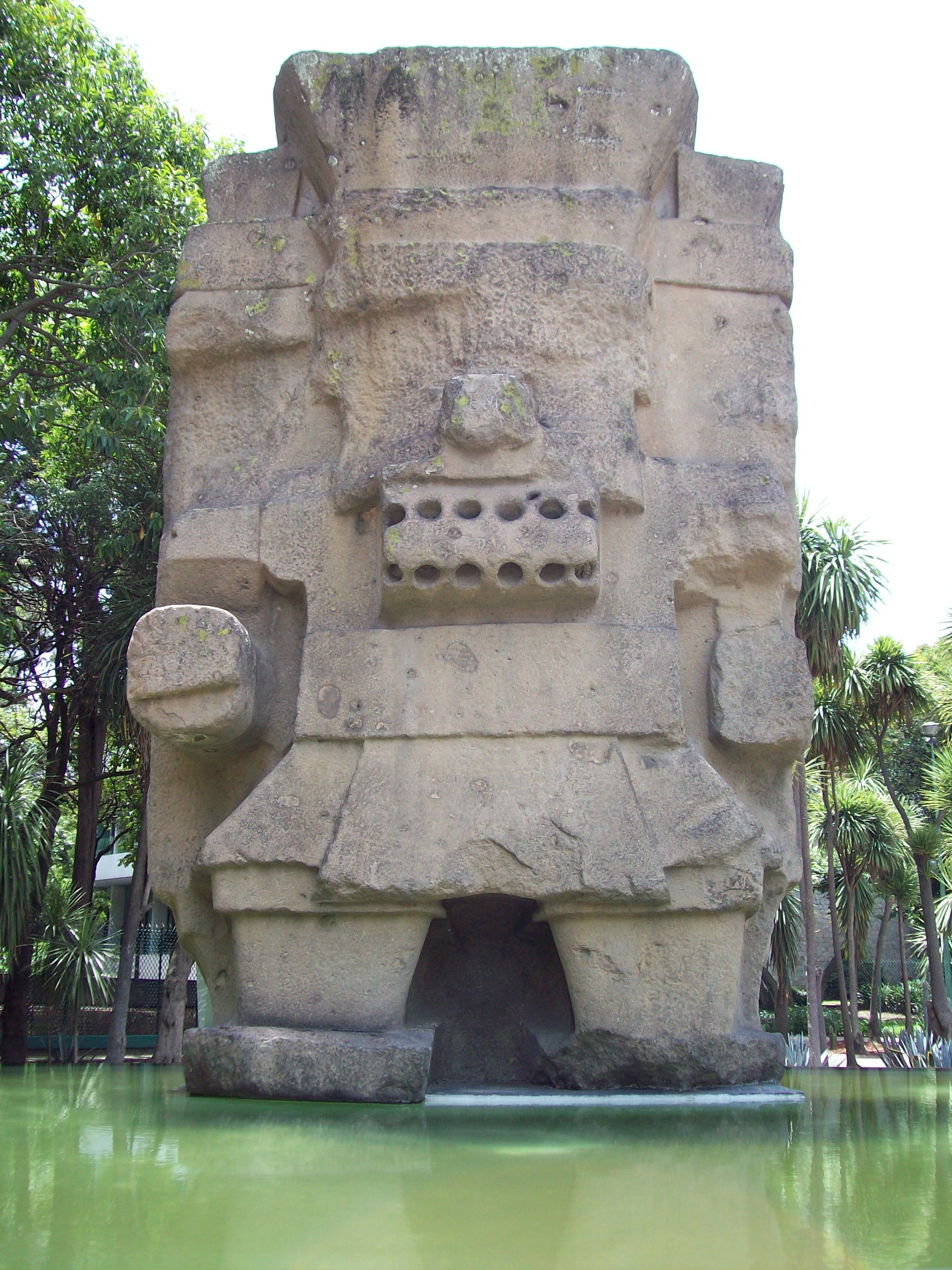
Estátua de Tlaloc, divindade da chuva dos povos da area central do mesoamerica. Foi encontrada em Coatlinchan, Estado do México, e levada para o Museu Nacional de Antropologia na Cidade do México. Enquanto era transportada pela cidade, caiu um aguaceiro de proporções memoráveis.

### Oferendas à terra
O enterramento de ricas oferendas dadas à terra, nos centros cerimoniais, tem a sua origem no início da sedentarização de grupos outrora nómadas. Os espaços cerimoniais e seculares eram delimitados, como forma de estabelecer uma ordem cósmica na terra, que justificava o domínio das classes governantes sobre a restante sociedade.
Eram típicas as oferendas aos deuses originais, o antigo fogo do vulcão e a Mãe Terra. A oferta de todos os indivíduos duma comunidade consistia num montículo de terra, e mais tarde, na construção de pirâmides. Estas estruturas seriam depois utilizadas como altares para ofertas e outras cerimónias religiosas.
As oferendas eram importantes para os centros cerimoniais: davam-lhes os poderes ideológico e religioso. A ocorrência de saques das oferendas efectuadas indica algo mais que a busca de riquezas: era uma forma de debilitar e/ou erradicar o poder religioso e político dum centro cerimonial. O significado real das oferendas está ainda por esclarecer, mas pensa-se que cada objecto tivesse um poder mágico, independentemente da sua antiguidade.

### Sacrifícios humanos

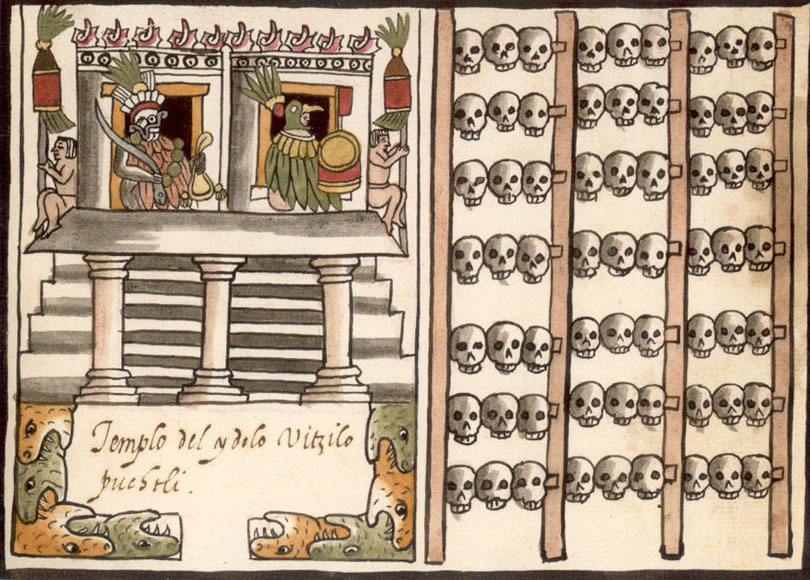
Tzompantli ou uro das caveiras. Estes monumentos recordam pessoas que foram sacrificadas para manter o movimento (e a vida) das principais forças cósmicas: a luz e as trevas.

Quando se fala de sacrifícios humanos, não se trata simplesmente de matar por gosto. O acto de sacrificar tem um grande significado religioso-político. O sacrifício significa a renovação da energia cósmica divina pois os deuses deram a vida ao homem, sacrificando a sua própria. O homem deverá entregar a sua vida para manter a ordem divina estabelecida.
O sangue é sinónimo de vida na crença mesoamericana: o sangue humano é o líquido que sacia a sede dos deuses (neste caso o deus Sol), sendo parcialmente constituído de sangue dos deuses. Com o sangue revitalizam-se não só as divindades, mas também a própria terra, as plantas e os animais (como a águia e o jaguar). O sangue é, tal como a água, necessário à vida na terra e à vida celestial.
Esta obrigação de revitalizar a ordem cósmica está reflectida nas sociedades mesoamericanas através das imagens que evocam o sacrifício: águias e jaguares devorando corações humanos; a presença de círculos de jade ou chalchihuites que representam corações; imagens que por um lado reflectem pedidos de chuva e por outro de sangue, com um mesmo propósito: repor a energia divina; a presença de plantas e flores que simbolizam a natureza e ao mesmo tempo o sangue donde brota a vida.
Qual a importância dos sacrifícios nos aspectos sociais e religiosos das culturas mesoamericanas? Em primeiro lugar, a presença da morte convertida em deus. A morte é a consequência do sacrifício do homem, mas não é o fim; é a continuação do ciclo cósmico. A morte gera vida, a energia divina é libertada depois da morte e devolvida aos deuses, para que estes gerem nova vida. Em segundo lugar, justificam a guerra, pois nesta actividade conseguem-se os sacrifícios mais valiosos: os guerreiros que possuem a energia necessária para fortalecer os deuses nas suas constantes actividades divinas. A captura de prisioneiros e a guerra convertem-se então num meio de ascensão social e ao mesmo tempo num jogo divino. Por último, justificam o controlo do poder real de dois sectores das sociedades mesoamericanas: os sacerdotes, que controlam a ideologia religiosa e os guerreiros, que fornecem os sacrifícios às cerimónias por meio da guerra e da conquista de territórios (com os respectivos tributos).

### Politeísmo

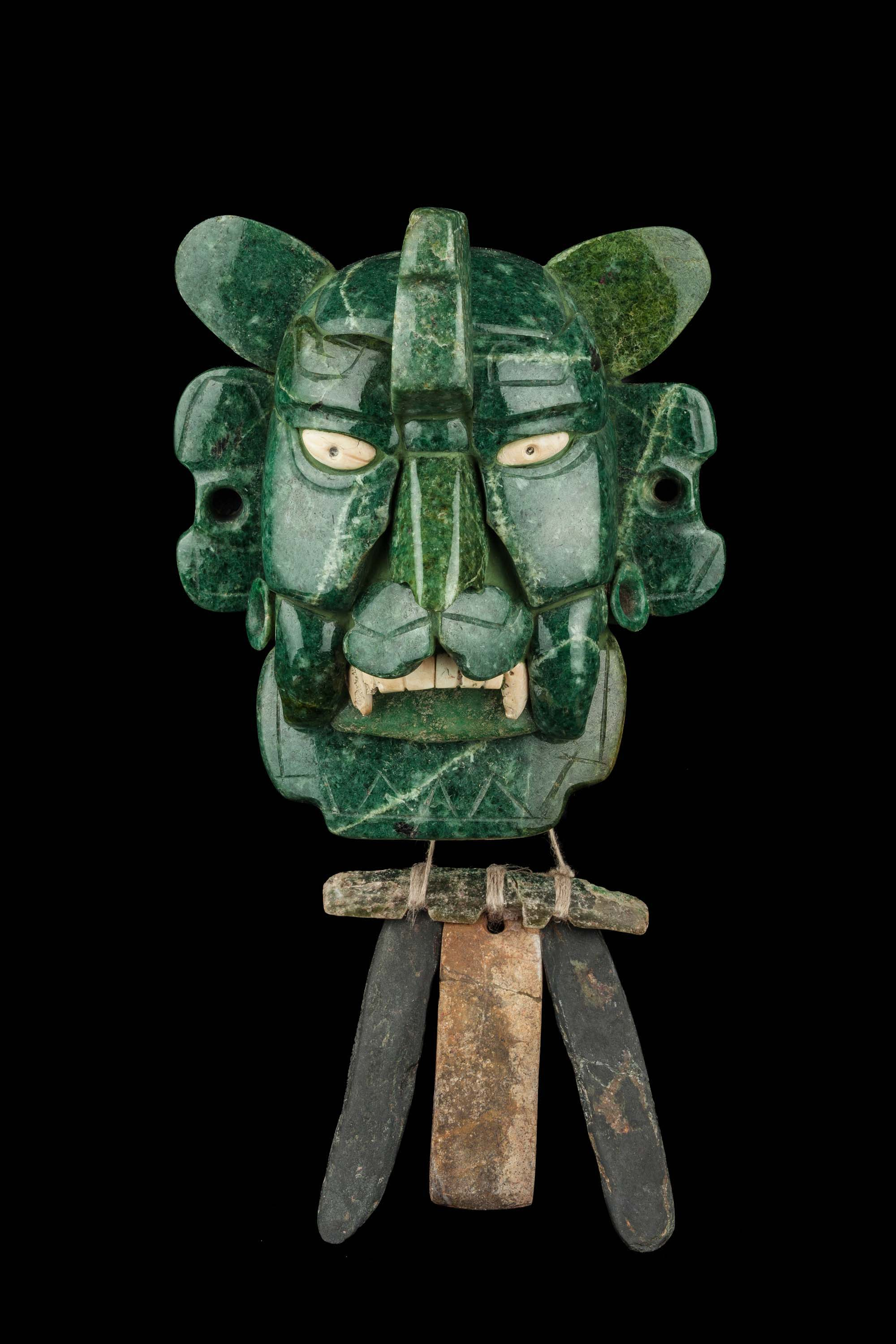
Máscara zapoteca do Deus Morcego

O aumento do número de divindades mesoamericanas deu-se graças à incorporação de elementos ideológico-religiosos novos na religião primitiva (cujas divindades eram Fogo, Terra, Água e Natureza) como as divindades astrais (Sol, estrelas, constelações, Vénus) e suas representações em esculturas antropozoomórficas, antropomórficas, zoomórficas ou formas de objectos quotidianos.
As qualidades dos deuses bem como os seus atributos mudaram através dos tempos e da influência cultural de outros grupos mesoamericanos. Deuses que são três entes cósmicos diferentes e ao mesmo tempo um só. A religião mesoamericana tem uma outra característica importante: a existência de dualismo entre as divindades, com o enfrentamento entre polos opostos: positivo, exemplificado pela luz, o masculino, a força, a guerra, o sol, etc.; e o negativo, as trevas, o feminino, o sedentarismo, a paz, a lua, etc.

### Sistema dualista de pensamento
Entende-se por pensamento dualista a capacidade dos indígenas em pensar os contrários de um modo único, estando este modo de pensamento patente quer na religião quer na política, nas crenças populares e nos comportamentos quotidianos. Este tipo de pensamento nasceu da sobreposição entre os nahuas e os autóctones da Mesoamérica, isto é, duma fusão cultural entre ambos. Existem inúmeras manifestações deste tipo de pensamento, mas apenas se considerarão as mais representativas: o nagualismo e o jogo da bola.

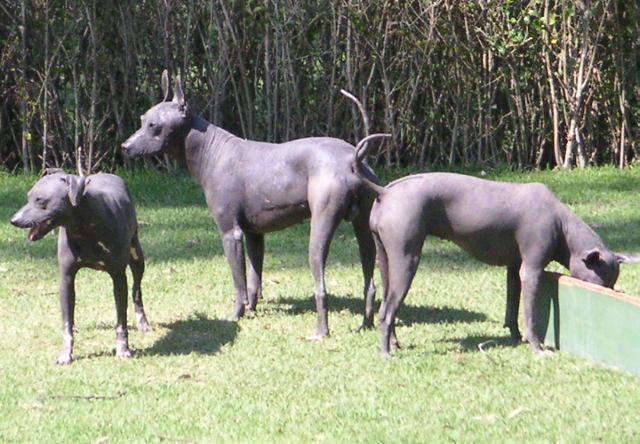
O xoloitzcuintle é um dos naguales do deus Quetzalcóatl. Sob esta forma, ajuda os mortos a atravessar o Chicnahuapan, um rio que separa o mundo dos vivos do mundo dos mortos.

#### Nagualismo
Entende-se por nagualismo a capacidade do ser humano em encarnar um aspecto animal ou a prática do nahual. Esta palavra designa a encarnação animal de um homem ou ainda o homem que tem o poder de encarnar-se nesse animal, mas no fundo esta crença é a afirmação de que se pode ser homem e animal ao mesmo tempo. Ao contrário do totemismo, que tem um valor colectivo, é algo estritamente individual. Existem naguales muito conhecidos como o jaguar ou a águia, mas também de animais mais modestos como o xoloitzcuintle, o armadilho (dasipodídeos; clamiforídeos), o tlacuache, etc.
Dentro da arte pré-hispânica, o nagualismo é interpretado de diversas formas, sendo a primeira delas pouco inteligível para nós, uma vez que se tem a impressão de estar frente a um armadilho ou a um jaguar, mas na realidade o que é representado é um nagual de um deus ou de um soberano. A segunda forma apresenta-se mais directa, o homem e o seu duplo apresentam-se juntos, como uma só criatura antropozoomórfica, isto é, com uma parte de humano (a cabeça, os braços) e uma parte animal (patas, bico, cauda, etc.). O nagualismo é uma ideia típica da Mesoamérica, a qual designa exclusivamente a relação homem-animal.

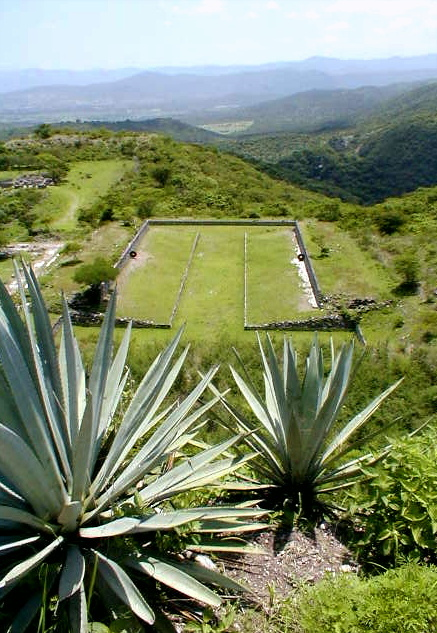
Campo de jogo da bola de Xochicalco. O jogo da bola era uma cerimónia ritual, que dramatizava o movimento dos astros. O jogo terminava com um sacrifício.

#### Jogo de bola
O jogo de bola é um dos rasgos culturais mais importantes da Mesoamérica. Não se tratava de um desporto ainda que pelo seu nome seja muitas vezes entendido como tal. Deve ser entendido como um ritual e o terreno em que se jogava está sempre situado em centros cerimoniais. Este jogo tinha uma essência cósmica, estando relacionado com o movimento do sol e do universo, movimento este representado com o auxílio de uma bola, feita de borracha endurecida, extraída da seiva de uma figueira; este material era escolhido pelas suas características elásticas.
Existiam muitas regras neste jogo, variáveis de região para região. Em alguns lugares só se podia jogar com as mãos, noutros com a cintura e com os cotovelos ou ainda apenas com um bastão. Para cada tipo existiam diferentes tipos de campo: um com paredes laterais inclinadas para que a bola ressaltara à altura da cintura, outro com o solo removido. De um modo geral, todos os campos tinham uma forma de I e nas extremidades podiam ser vistas cabeças de aves, como em Copán ou grandes aros pelos quais tinha que passar a bola, como em Xochicalco. O jogo da bola terminava com um sacrifício humano, não se sabendo se o sacrificado era o capitão da equipa ganhadora ou aquele da perdedora; na maioria dos casos tratava-se de prisioneiros de guerra.

#### Magia e lógica

##### Medicina
Relativamente ao saber mesoamericano, este pode ser visto segundo dois eixos principais: o espírito mágico e o espírito lógico, os quais, ainda que distintos, coexistiam. No âmbito da medicina, existiam duas escolas: uma de tradição xamânica, entendendo por xamã um sacerdote curandeiro que se ocupava de certas enfermidades, a mais frequente das quais era a perda da alma. Com vista à recuperação dos seus pacientes, o xamã recorria à utilização de vários psicotrópicos (peiote, tabaco, feijões vermelhos carregados de mescalina) e às manipulações mágicas (encantamentos, oferendas).
A outra medicina baseava-se num saber pragmático. Na Mesoamérica existiam curandeiros que sabiam tratar as fracturas, curar e fechar feridas; eram inclusivamente praticadas algumas intervenções obstétricas. Além disto, também utilizavam plantas (por exemplo a casca do salgueiro) para tratar doenças.

Numeração maia. Os sistemas de numeração mesoamericanos baseavam-se no número vinte.

##### Aritmética
A aritmética não era vista como tratando-se apenas de números, sendo-lhe atribuído um valor e um conteúdo simbólicos, graças ao pensamento dualista. O sistema mesoamericano era vigesimal, ou seja, tinha base 20 e os números eram representados através de pontos que valiam um e de barras que tinham o valor de 5. Este tipo de aritmética combinava-se com uma numerologia simbólica: o 2 está relacionado com a origem, pois toda a origem é tida como desdobrável; o 3 com o fogo doméstico; o 4 ligado aos quatro cantos do universo; o 5 expressa instabilidade; o 9 faz referência ao mundo subterrâneo e à noite; o 13 é o número da luz; o 20 o da plenitude e o 400 o do infinito.
Uma das grandes contribuições para a aritmética, devida aos mexicas, foi a invenção do nepohualtzitzin, que é um ábaco utilizado para realizar operações aritméticas de forma rápida. Este dispositivo, fabricado com madeira, fios e grãos de milho, é também conhecido como calculadora asteca.

#### Astronomia
No que respeita à astronomia, esta surge a partir da observação dos astros e da construção simbólica da vida cósmica. Os mesoamericanos compreenderam que o céu estava organizado segundo ciclos regulares originando uma sucessão de estações e fenómenos astronómicos. Associavam figuras de animais e plantas às diferentes constelações e os seus conhecimentos astronómicos foram-se acumulando ao longo de milénios. Este processo culminaria com a invenção do calendário, cujas origens se encontram no período pré-clássico médio, apoiada não tanto na observação dos astros, mas na aritmética.

### Espaço-tempo simbólico
Estes dois termos estão associados aos quatro pontos cardeais e ligados ao calendário, assegurando assim a rotação das qualidades do espaço. Por outras palavras, na Mesoamérica, uma data ou um acontecimento estava sempre vinculado a uma
direcção do universo e o calendário exprimia uma topografia simbólica, característica peculiar deste período. Os dias estavam associados, segundo o seu nome, a um ponto cardeal que lhes conferia um significado mágico.
- Os símbolos de oriente eram: crocodilo, serpente, água, cana-de-açúcar, movimento. Ao oriente estava associada a ideia de fecundidade vegetal ou, por outras palavras, a exuberância tropical; também estava associado com o mundo dos sacerdotes.
- Os símbolos do norte eram: vento, morte, cão, jaguar, sílex. Este ponto contrasta com o oriente porque em termos simbólicos é árido, frio e opressivo. Era considerado como a parte nocturna do universo, como morada dos mortos. O cão (xoloitzcuintle) tem aqui um significado singular, uma vez que é ele que acompanha o defunto durante a viagem e que o ajuda a cruzar o rio de além-túmulo, que o conduz ao nada.
- Os símbolos do ocidente eram: casa, veado, macaco, águia, chuva. Era um rumo associado com o ciclo da vegetação, mais especificamente com o ecossistema das terras altas temperadas, com pouca chuva e mudança de estações.
- Os símbolos do sul eram: coelho, lagartixa, erva seca, urubu, flor. Por um lado estava relacionado com o sol luminoso e quente do meio-dia, por outro, com a chuva repleta de bebida alcoólica. O coelho, símbolo principal, era associado com os agricultores e o pulque.

Com isto pode dizer-se que uma característica mesoamericana é a geografia simbólica, a qual leva a qualidades imaginárias e não a um lugar específico; se assim fosse então estes símbolos não seriam aplicáveis à Mesoamérica em geral, mas existiria um sem número deles para cada zona geográfica.

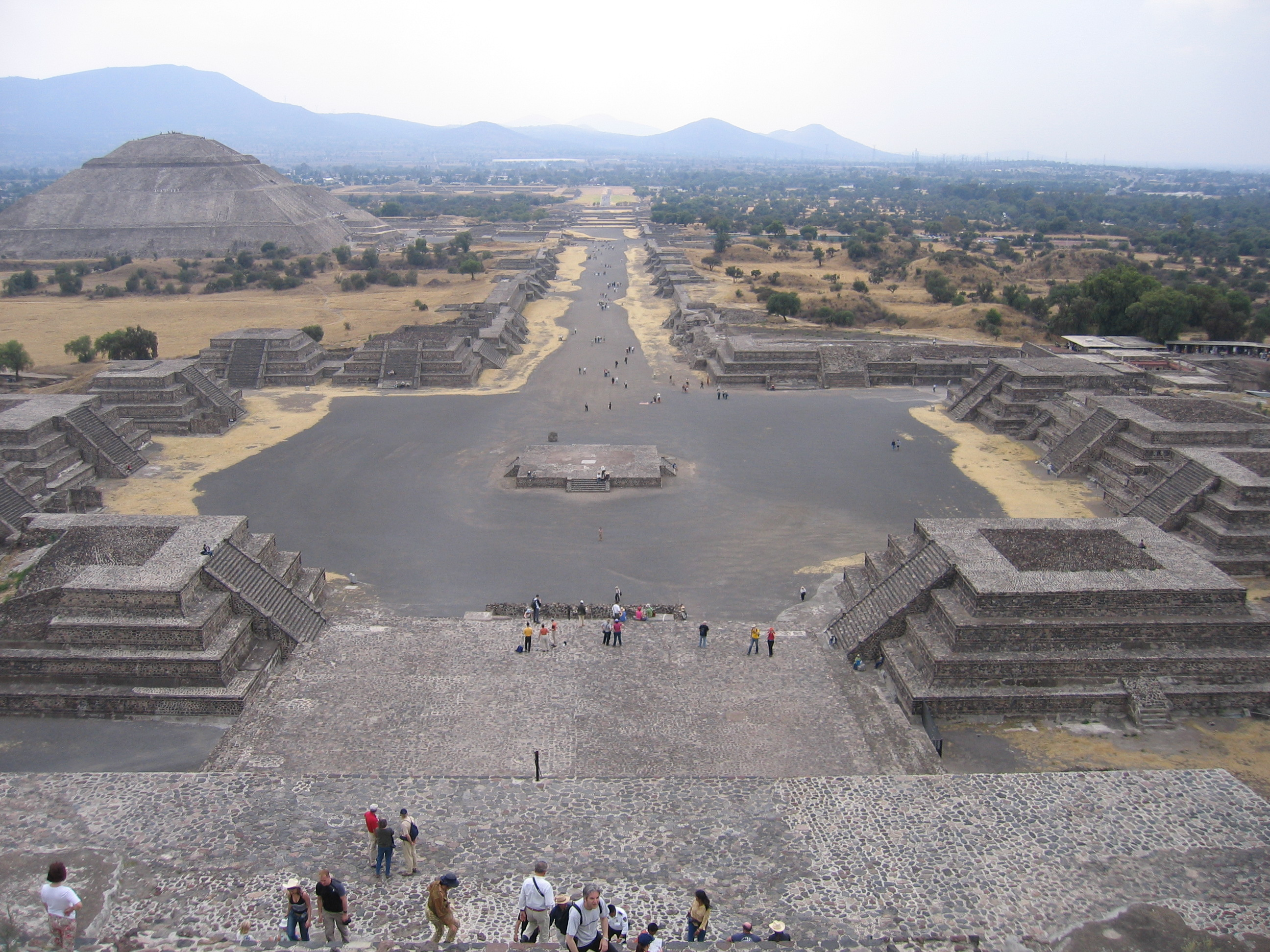
O micaohtli, em Teotihuacan. As cidades mesoamericanas estão orientadas relativamente a certos pontos notáveis da observação astronómica.

### Território e centros cerimoniais
Os centros cerimoniais são a base das povoações da Mesoamérica pois determinam a existência do urbanismo, que não é mais que uma porção de espaço que caracteriza os centros cerimoniais, os quais constituem o coração do espaço sagrado. Os centros têm como função orientar o espaço e transmitir esta orientação ao espaço que os rodeia. As cidades com os seus centros cerimoniais constituíam sempre a entidade política e cada um podia ser identificado segundo a cidade em que vivia. Os centros cerimoniais eram sempre construídos para serem vistos. As pirâmides eram construções que sobressaíam relativamente ao resto da cidade, para manifestar os seus deuses e as suas capacidades.
Todas as construções cerimoniais eram executadas em várias fases construtivas, cada uma delas sobre a anterior, de modo que é visível na actualidade a última etapa da construção. Em poucas palavras, os centros cerimoniais são a tradução arquitectónica da identidade de cada cidade projectada em veneração aos seus deuses e senhores.

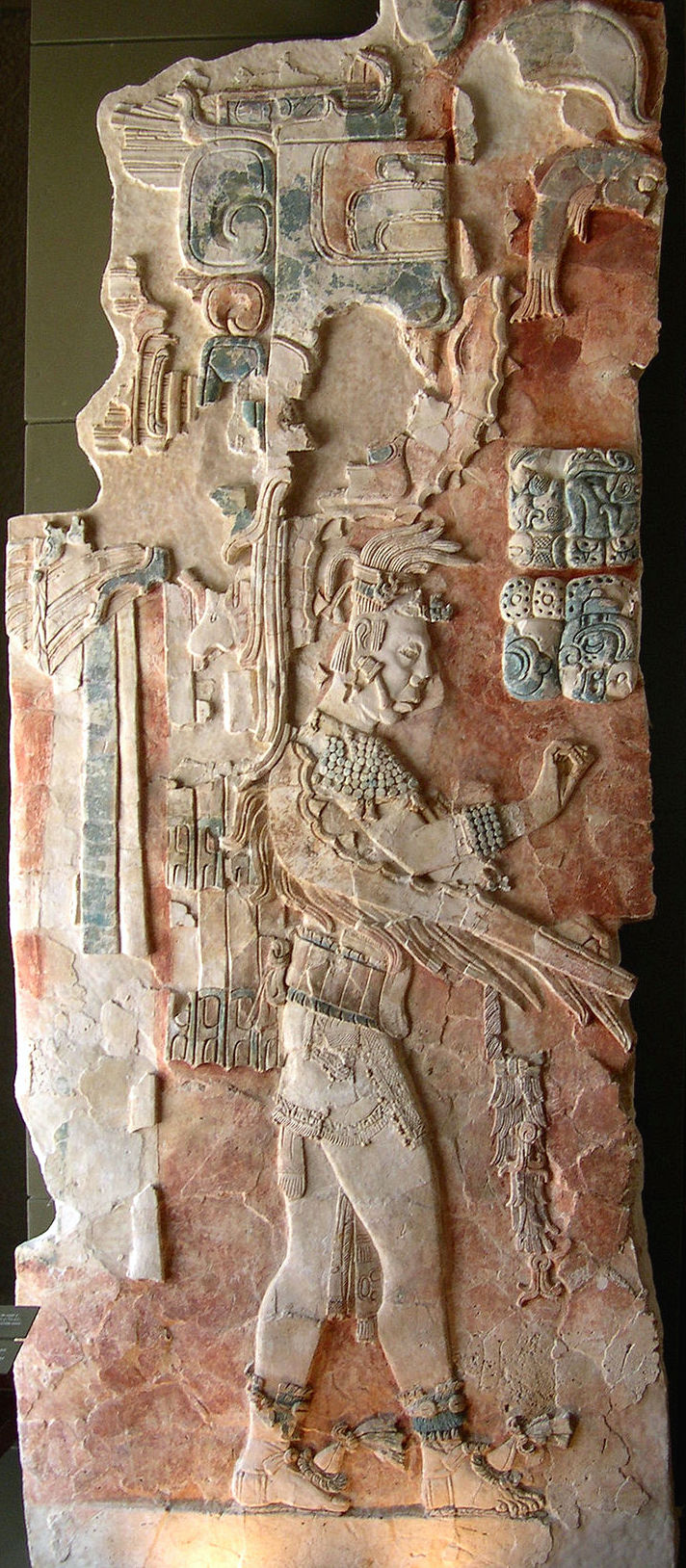
Upakal K'inich, numa estela de Palenque. Este tipo de monumentos públicos foi muito comum em toda a Mesoamérica, e tinham por objectivo comemorar acontecimentos notáveis ou façanhas da classe dominante.

### Viagem ao além
Neste período concebiam-se vários tipos de além, razão porque se praticavam vários tipos de funerais: simples ou múltiplos, fossas, câmaras construídas em alvenaria, urnas, etc. A cremação era também utilizada, sabendo-se hoje que a posição social que a pessoa ocupara ou o modo como se morrera eram dois factores que determinavam o tipo de enterro. Chega-se assim a uma conclusão: a ideia de uma viagem post-mortem e o túmulo como ponto de partida para uma viagem ao além. Os mesoamericanos criam em três destinos (designações em nauatle):
- Cincalco (a casa do milho), a que apenas acediam os que haviam sido mortos no campo de batalha, na pedra sacrificial ou as mulheres que morriam durante o trabalho de parto;
- Mictlan (lugar dos mortos), inframundo que consistia numa peregrinação subterrânea que conduzia os mortos ao extremo norte do mundo;
- Tonatiuhichan (a casa do sol), o paraíso do sol, situado na direcção este. Tratava-se de um sítio dominado pelo sol.

Em cada enterro eram colocados alimentos e bebidas depositados em objectos de barro para que o morto pudesse alimentar-se durante a viagem; eram também colocadas máscaras para protegê-los do frio.

### Arte político-religiosa
A expressão artística estava condicionada pela ideologia, que misturava ao mesmo tempo a religião e o poder; grande parte das obras que sobreviveram à conquista europeia eram monumentos públicos. Este tipo de arte foi criado sobretudo para ser visto, constituindo a chave para a contagem do tempo, a grandeza da cidade e a veneração dos deuses. Existe, além deste, outro tipo de arte pré-hispânica que tem a ver com o aspecto oculto; diferencia-se do primeiro no facto de não poder ser observado, estando o seu valor associado ao que representa, por exemplo, vasilhas de barro que eram utilizadas nos enterros ou as caras invisíveis das estátuas.
A arte permanecia no anonimato, pois nunca se encontrou qualquer assinatura de quem a realizava; além disto, era uma arte abstracta, não em termos figurativos, mas no sentido de que se encontra desligada de qualquer referência naturalista. Mais ainda, a arte pré-hispânica era também considerada hiperintelectual, capaz de libertar-se de toda obrigação realista.
Seguindo esta ideia surgem duas observações: a primeira refere-se à imagem austera que lhe foi conferida pela arqueologia: geralmente, tinha-se preferência pelas coisas nobres, objectos de museus; as pedras perecíveis com o tempo eram objecto de antipatia, apesar de serem essenciais para os centros cerimoniais mesoamericanos.
A segunda observação refere-se ao problema das falsificações que foram e ainda são feitas. A inspiração dos falsificadores tem um papel importante nesta problemática, uma vez que foram obrigados a inventar desenhos novos para assim conseguirem vendê-los aos coleccionadores, pois a estes o que é novo chama-lhes a atenção. Tudo isto tem como consequência uma má compreensão da arte na Mesoamérica.

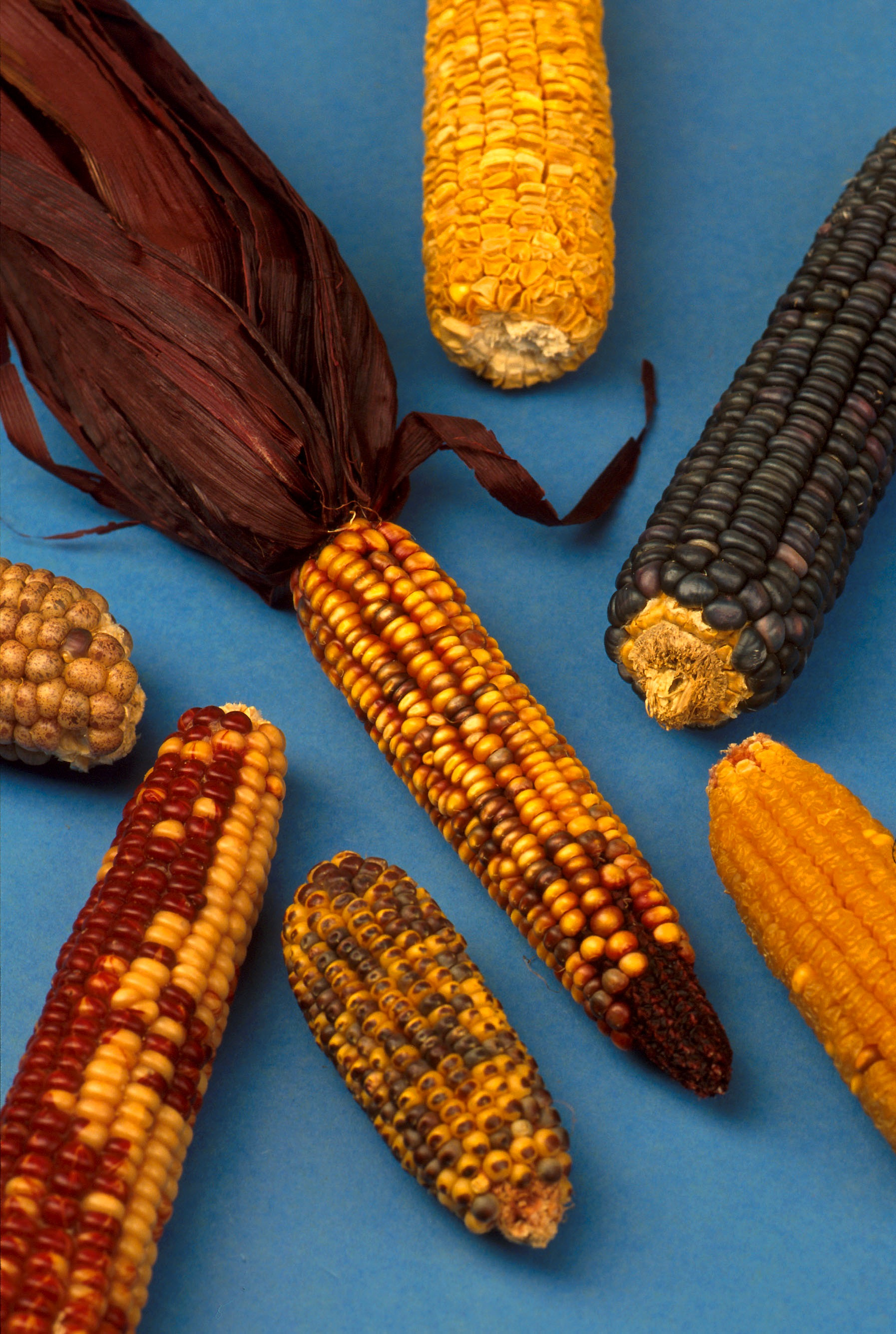
Várias espécies de milho criollo. O estado e toda a civilização mesoamericana então ligados com o cultivo deste cereal, cuja maior variedade de espécies se encontra na área mesoamericana.

### Organização material

#### O Estado
A Mesoamérica surge com as primeiras manifestações da cultura olmeca cerca de 1200 a.C., as quais mostram que mesmo quando não eram ainda agricultores, já contavam com uma sociedade estatal. Estas sociedades possuíam um sistema de poder e uma divisão do trabalho muito elaborados; a organização territorial baseava-se em torno da cidade que se situava em redor de um centro cerimonial; tinham também moedas de troca: penas, peças de algodão, sementes, grãos; a estas foi adicionado mais tarde o metal.

#### Milho e agricultura
A Mesoamérica é considerada por vezes como a filha do milho, e não teria alcançado o nível de desenvolvimento que alcançou sem este produto agrícola; por este motivo o milho constitui a peça mais importante tanto na vida quotidiana como no âmbito religioso e mais que um recurso natural é visto como o elemento principal da agricultura. A alimentação baseava-se na recolecção, na caça e na pesca; consumiam quelites (verduras), fruta, frutas de cactáceas como a pitaia e a tuna, lagarta de maguei; além destes também frutos como o abacaxi, a papaia e o mamei. Caçavam iguanas, rãs, serpentes e consumiam também moluscos. Tratava-se de uma alimentação bastante variada e rica.